# Animatie (media)
| Deze animatie heeft 10 frames per seconde. |  | Deze animatie heeft 2 frames per seconde. Dit is traag genoeg om de afzonderlijke frames te kunnen zien. |
| Deze animatie heeft 10 frames per seconde. |  | Deze animatie heeft 2 frames per seconde. Dit is traag genoeg om de afzonderlijke frames te kunnen zien. |

Animatie is de illusie van beweging door het na elkaar afspelen van verschillende stilstaande beelden, zogenaamde frames. Er wordt onderscheid gemaakt tussen traditionele animatie en digitale animatie. Deze laatste komt het meeste voor en is te vinden op het internet, in tekenfilms en tekenfilmseries, animatiefilms, banners en uitleganimaties. Grafische computer formats zoals GIF, MNG, SVG, MP4 en Flash zorgen voor de animaties op computers en het internet.

## Vroege animatieapparaten
De vroegere primaire animatieapparaten waren achtereenvolgens de zoötroop, een uitvinding die bestaat uit een rechtopstaande cilinder met verticale sleuven. Wanneer de cilinder wordt rondgedraaid, zijn door de sleuven de plaatjes te zien, die aan de binnenzijde van de cilinderwand zijn gemonteerd. Doordat de plaatjes steeds maar kort zijn te zien, lijkt het alsof de afbeeldingen in elkaar overvloeien, waardoor de illusie van bewegende beelden ontstaat. De twee uitvindingen die daarop volgden, waren de thaumatroop en de phenakistiscoop. De thaumatroop bestaat uit een aan twee zijden bedrukt vlak waaraan aan de zijkanten touwtjes bevestigd zijn. Door de touwtjes snel tussen de vingers te rollen, wordt afwisselend de voor- en achterkant van het vlak zichtbaar. Indien dit snel genoeg gebeurt, lijkt het alsof beide afbeeldingen samensmelten. De phenakistiscoop bestaat uit twee schijven die op eenzelfde as zijn bevestigd. De eerste schijf heeft een reeks gleuven aan de rand, terwijl op de tweede schijf tekeningen van een bepaalde actie zijn geplaatst op concentrische cirkels. Wanneer het toestel voor een spiegel wordt gehouden en men door de gleuven kijkt terwijl men de schijven voldoende snel laat draaien, wordt de illusie van bewegende beelden geschapen.

## Animatiefilm
Een animatiefilm is de algemene naam voor filmopnamen waarin in plaats van levende acteurs getekende figuren (tekenfilm), of levenloze materie (zoals kleifiguurtjes) optreden, die worden gefilmd in de enkelbeeldtechniek. Dat wil zeggen dat de beelden een voor een worden opgenomen. Bij het achter elkaar plaatsen van de beelden in een film geven deze dan, indien het juist gebeurt, de illusie van beweging. Om een volledig vloeiende beweging te maken zijn 24 frames per seconde nodig. Er zijn ook animaties met 10 of 12 frames per seconde, maar met zo'n animatie bereikt men geen volledig vloeiende beweging.
Enkele pioniers van het genre waren Eadweard Muybridge (The Horse in Motion, 1878), Émile Cohl (Fantasmagorie, 1908) en Winsor McCay (Gertie the Dinosaur, 1914). In Japan verscheen de allereerste vorm van anime rond 1917. In 1926 beleefde Die Abenteuer des Prinzen Achmed van Lotte Reiniger, de eerste avondvullende animatiefilm (gemaakt met knippatronen), zijn première in Berlijn. In 1928 verscheen Walt Disney's Steamboat Willie, het debuut van Mickey Mouse, een van de eerste tekenfilms met gesynchroniseerd geluid. 
In 1937 bracht Disney met zijn film Sneeuwwitje de eerste feature tekenfilm uit. In hetzelfde jaar verscheen de Franse stop-motion film  Le Roman de Renard en de Duitse stop-motion film Die sieben Raben. 
Animatie beleeft sinds het einde van de twintigste eeuw nieuwe hoogtijdagen omdat computers veel techniek overnemen.
Animatie is altijd een kunstvorm geweest waarin techniek een belangrijke rol speelde. Eind jaren '70 van de 20e eeuw begonnen filmmakers met digitale animaties in hun films. Hierdoor is een heel nieuw animatiefilmgenre ontstaan genaamd 3D-computeranimatie. Luxo Jr. uit 1986 van John Lasseter (Pixar) is de eerste film die geheel door een computer geanimeerd is. De film Toy Story (ook van Pixar) is de eerste computergegenereerde avondvullende film. Enkele andere voorbeelden van computergegenereerde films zijn Shrek en Ice Age. Succesvolle producenten van computeranimatie zijn Pixar Animation Studios, DreamWorks Animation Studios en Blue Sky Studios.